# 8127 Beuf
8127 Beuf è un asteroide della fascia principale. Scoperto nel 1967, presenta un'orbita caratterizzata da un semiasse maggiore pari a 2,5496800 UA e da un'eccentricità di 0,0473643, inclinata di 14,07962° rispetto all'eclittica.
L'asteroide è dedicato all'astronomo francese Francisco Beuf, primo direttore dell'Osservatorio de La Plata.